# Colchicum balansae
Colchicum balansae là một loài thực vật có hoa trong họ Colchicaceae. Loài này được Planch. miêu tả khoa học đầu tiên năm 1855.